# نينا بيرلي
نينا بيرلي (بالإنجليزية: Nina Burleigh)‏ هي صحفية أمريكية، ولدت في 1959 في شيكاغو في الولايات المتحدة.

## وصلات خارجية
- الموقع الرسمي
- نينا بيرلي على موقع IMDb (الإنجليزية)
- نينا بيرلي على موقع قاعدة بيانات الفيلم (الإنجليزية)
- نينا بيرلي على موقع كينوبويسك (الروسية)